# Kenchamaranahalli, Tiptur
Kenchamaranahalli là một làng thuộc tehsil Tiptur, huyện Tumkur, bang Karnataka, Ấn Độ.